# Luciferfabriek (Eindhoven)
De stad Eindhoven heeft een belangrijke rol gespeeld in de Nederlandse luciferindustrie en de geschiedenis daarvan voert terug tot 1870.

## De eerste luciferfabrieken te Eindhoven
Mennen & Keunen was de eerste grote luciferfabriek in Nederland, opgericht door de bankier Christiaan Mennen en zijn zwager Everardus Keunen. Ze startten in 1870 aan de Bergstraat te Eindhoven. De lucifer was een Zweedse vinding uit 1844. Eindhoven was gunstig vanwege de aanwezigheid van populieren en van goedkope arbeid. Na de invoering van rode fosfor in plaats van het gevaarlijke witte fosfor werden lucifers Safety Matches genoemd, waarbij vanwege het Zweedse patent vaak naar Zweden werd verwezen. Het bedrijf produceerde onder meer de bekende molenlucifers: lucifers in spanen doosjes waarop etiketten met molens. Ook in Teteringen, Breda, Amersfoort, Deventer en de omgeving van Apeldoorn kwamen luciferfabrieken. De Eindhovense fabriek startte met een personeelsbezetting van 200 mensen, in 1885 werkten er al 900 mensen. Aanvankelijk geschiedde veel van de arbeid in de vorm van huisnijverheid.
Vissers & Langemeijer werd in 1880 opgericht als tweede luciferfabriek in Eindhoven, maar werd al in 1884 door Mennen & Keunen overgenomen. Het bedrijf stond aan de Vestdijk. In 1887 ontstond een landelijke overcapaciteit, waarna op initiatief van Mennen & Keunen een viertal fabrieken samengingen in de Vereenigde Nederlandsche Lucifersfabrieken (VNLF), dit waren de fabrieken te Eindhoven, Deventer, Amersfoort (Beuker & de Valk ) en Apeldoorn. Uiteindelijk werden drie van deze fabrieken gesloten en vanaf 1892 werden alleen in Eindhoven nog lucifers gemaakt.

## Concentratie
In Breda was in 1885 een luciferfabriek gekomen van Charles Loijens, die De Vlinder heette. Hij verkocht zijn belang in 1907 aan Eras & Paulson. Paulson had een doosvulmachine uitgevonden waarmee de internationale markt bewerkt kon worden. Loijens begon in 1916 opnieuw een luciferfabriek te Roosendaal. In 1920 begon de Zweed Ivar Kreuger fabrieken op te kopen, om een monopolie op de luciferproductie te krijgen. Hij kocht alle fabrieken op en bracht ze samen in de Vereenigde Hollandsche Lucifersfabrieken (VHLF), waarop de productie in Roosendaal en Teteringen werd stopgezet. Wat overbleef werd uiteindelijk opgenomen in het concern Swedish Match.

## Het einde
Frans Otten, die op het Eindhovense bedrijf had gewerkt, stichtte in 1936 een eigen luciferfabriek te Weert. Toen de VHLF in 1967 een nieuwe fabriek te Eindhoven bouwde verkocht hij zijn fabriek aan de Zweden. Spoedig werd de productie te Breda en Weert beëindigd. De moderne fabriek te Eindhoven (die onder meer Molen Lucifers vervaardigde) staakte de productie op 31 december 1979. Het gebouw werd verkocht. Sindsdien worden in Nederland geen lucifers meer gefabriceerd.

## Industrieel monument
Aan de Vestdijk te Eindhoven bevindt zich nog een reusachtige hal van de luciferfabriek van Mennen & Keunen. Deze hal was vanaf 1907 in gebruik bij sigarenfabriek Meyer Blomhof en werd in 1916 verkocht aan Van der Meulen. Daarna was ze jarenlang in gebruik als garage (Van der Meulen-Ansems) Deze garage is in 2007 opgeheven. De hal is nog in gebruik als parkeergarage. De originele gietijzeren pilaren en muurschilderingen met reclame voor motorolie etc. zijn nog intact. De parkeerhelling in het aangebouwde deel bestaat uit indrukwekkend krakende metalen platen. De hal is nog zichtbaar vanaf de Raiffeisenstraat. De bedoeling is dat deze hal gehandhaafd blijft als industrieel monument en wordt ingericht voor culturele doeleinden, dan wel als uitbreiding van het nabijgelegen hotel.